# 罗莎团体
罗莎团体（希腊语：Ομάδα ΡΟΖΑ）是希腊的一个已不存在的激进左翼政党。该党成立于2008年，由一些独立左翼活动家和“争取政治和社会权益”团体的成员建立。该党的意识形态是共产主义、卢森堡主义、女性主义。该党参加过激进左翼联盟。2013年，该党解散。